# Otfried Schwarz
Otfried Schwarz (* 13. Mai 1912 in Ansbach; † 2. März 1999 in Diessen am Ammersee) war ein deutscher Finanzjurist und Bundesrichter.

## Leben
Schwarz studierte an der Friedrich-Alexander-Universität und der FU Berlin Rechtswissenschaft. 1932 wurde er Mitglied des Corps Bavaria Erlangen. Als promovierter Jurist trat er am 1. November 1941  als Finanzassessor in die Reichsfinanzverwaltung, Dienstzweig Zoll ein. Nach Kriegsdienst und Kriegsgefangenschaft war er kurze Zeit Rechtsanwalt und trat 1948 wieder in den Öffentlichen Dienst ein. Von 1949 bis 1952 war er Vorsteher des Hauptzollamtes Würzburg und Zollreferent bei der Oberfinanzdirektion Nürnberg. 1959 wechselte er in die Finanzgerichtsbarkeit, die Zollkammer des Finanzgerichts Nürnberg, der er ab 1962 vorstand. 1965 wurde er vom Finanzgericht München als Senatspräsident des Zollsenats berufen. 1967 wurde er zum Bundesrichter und Mitglied im Zollsenat des Bundesfinanzhofs ernannt. Im Mai 1980 wurde er pensioniert. Sein Berufsleben ähnelt dem von Rolf Grabower.